# Distretto di Esil (Aqmola)
Il distretto di Esil (in kazako: Есіл ауданы) è un distretto (audan) del Kazakistan con  capoluogo Esil.
| Controllo di autorità | VIAF (EN) 126856071 · LCCN (EN) n2001022668 · J9U (EN, HE) 987007484781005171 |